# Кушманская волость
Кушманская волость (тат. قۈشمان ۋولىٰسىٰ, Qoşman vuьlsь, Кошман вулысы) — административно-территориальная единица в составе Свияжского уезда Казанской губернии и Свияжского кантона Татарской АССР.
Волостное правление находилось в селе Большие Кушманы; квартира полицейского урядника находилась в селе Кобызево.
В настоящее время территория волости находится в составе Кайбицкого и Апастовского районов РТ.

## География
Волость находилась в южной части уезда; на западе, севере и востоке граничила, соответственно, с Ульянковской, Азелеевской и Ивановской волостями, на юге граничила с Больше-Таябинской и Шамбулыхчинской волостями Тетюшского уезда. 

## История
Волость была образована не позднее 1861 года. По декрету «Об Автономной Татарской Социалистической Советской Республике» вошла в состав Свияжского кантона Татарской АССР.  В 1924 году укрупнена за счёт соседних волостей. В укрупнённую волость вошли собственно Кушманская волость, за исключением селений Кобызево, Лукино и Семекеево, селения Старые Чечкабы и Большие Кайбицы из Ульянковской волости, селения Азбаба, Бурундуки, Верхнее Аткознно, Имели-Буртасы, Карамасары, Малые Меми, Сатламышево, Чукри-Аланово, Шигаево и Янгильдино из Ивановской волости и селения Татарские Наратлы, Русские Наратлы, Шушерма, Беляево, Семенцево и Фёдоровское из Азелеевской волости.
Упразднена в 1927 году; территория волости, за исключением сёл Малые Меми и Азбаба, вошла в состав Ульянковского района ТАССР.

## Население
| 1905   | 1925    |
| ------ | ------- |
| 12 509 | ↗28 929 |

Национальный состав (1905): татары — 8304 чел. (66,4%), русские — 3619 чел. (28,9%), чуваши — 586 чел. (4,7%).
Национальный состав (1920, в границах 1925 года): татары — 19 826 чел. (68,5%), русские — 7857 чел. (27,2%), чуваши — 1241 чел. (4,3%).

## Религия, образование и экономика
На 1909 г. на территории волости находилось 5 церквей и 9 мечетей. В начале XX века действовали 10 земских школ, 2 церковно-приходские школы и 3 земские школы.
В 1910 г. было создано Кушманское ссудо-сберегательное товарищество.

### Комментарии
1. ↑  на других языках: чув. Хушман вулăсĕ